# Barbus sublineatus
Barbus sublineatus е вид лъчеперка от семейство Шаранови (Cyprinidae). Видът не е застрашен от изчезване.

## Разпространение
Разпространен е в Бенин, Буркина Фасо, Гамбия, Гана, Гвинея, Камерун, Кот д'Ивоар, Мали, Нигер, Нигерия, Сенегал и Того.

## Описание
На дължина достигат до 7,1 cm.